# Neil MacGregor
Robert Neil MacGregor, OM, FSA (16 de juny de 1946 a Glasgow, Escòcia) és un historiador de l'art i el director del museu Britànic.
Fou l'editor del Burlington Magazine entre 1981 i 1987, el director de la National Gallery de Londres entre 1987 i 2002, i va ser nomenat director del Museu Britànic el 2002. Ha presentat tres sèries de televisió sobre art i la sèrie de ràdio A History of the World in 100 Objects, que es va emetre el 2010.
El 2015 va rebre la prestigiosa Medalla Goethe que concedeix l' concedeix l'Institut Goethe.